# Banc Industrial de Catalunya
El Banc Industrial de Catalunya fou una entitat financera activa a Catalunya durant la segona meitat del segle xx. Fundat el 1965 per un grup d'industrials, entre els quals destacaven Manuel Ortínez, Antoni Puig, Manuel Raventós, Pere Corberó, Josep Maria Bultó, Domènec Valls Taberner, Eusebi Bertrand Serra, Oleguer Soldevila, Enric Masó, Antoni Forrellad, Raimon Carrasco i Jaume Carner. Andreu Ribera seria el seu primer president. Després de la crisi econòmica de 1973, el banc va entrar en declivi. L'entitat fou absorbida per Banca Catalana l'any 1980, en entrar aquesta com a soci majoritari. El 1982, a conseqüència de la crisi de Banca Catalana, va passar a ser gestionat pel Fons de Garantia de Dipòsits i posteriorment pel Banco de Vizcaya. El 1997 va publicar una memòria on informava de recursos propis per un valor de 3.700 milions de pessetes i un actiu de 3.800 milions. L'any 2000 va quedar completament integrat en Banco Bilbao Vizcaya Argentaria, que en va eliminar tota la senyalística pròpia.